# Moe's Tavern
Moe's Tavern er et værtshus i den fiktive by Springfield i The Simpsons. Baren ligger på hjørnet af Walnut Street, som nabo til "King Toot's musik butik". Overfor ligger "Moeview Motel" og en fabrik, der tidligere blev ejet af Bart Simpson, indtil den faldt sammen. Baren mangler en spiritusbevilling: I episoden "Pygmoelian" bemærker Lenny, at licensen udløb i 1973, kun gjaldt på Rhode Island og var underskrevet af Moe selv.
Baren serverer Duff Beer og "Red Tick Lager", en øl, der smager lidt af hund. Moe har desuden i et afsnit ("The Mansion Family"), da han blev bedt om at servere sin bedste "udenlandsk-lydende" import-øl, tilbudt Homer Simpson en "Tuborg – the beer of Danish kings".
Indehaveren er Moe Szyslak, der lever omtrent udelukkende af sine stamkunder:
- Barney Gumble
- Homer Simpson
- Carl Carlson
- Lenny Leonard
- Sam
- Larry

Værtshuset fremstilles som faldefærdigt, og dette bekræftes da også jævnligt, specielt i et afsnit, hvor der skal inspiceres for hygiejne og almen kontrol.
Der har dog også foreligget enkelte afsnit, hvor værtshuset er blevet moderniseret. I et afsnit blev det til en familierestaurant, men grundet Moe's manglende evne til at holde humøret oppe og håndtere børn, må han vende tilbage til det "gode gamle" værtshus. I et andet afsnit renoveres Moe's Tavern til en moderne klub. Endelig laves det til en engelsk pub i et afsnit.
Da Moe åbnede Baren havde han utrolig høje tanker om stedet, for i et afsnit, ser man et fotografi med baren på åbningsdagen, med Moe i jakkesæt.
| Fiktion | Spire Denne artikel om en historie eller noget fiktivt er en spire som bør udbygges. Du er velkommen til at hjælpe Wikipedia ved at udvide den. |